# Giovanna Alatri
Giovanna Alatri (geborene Pappalardo; * 7. August 1931 in Forlì, Italien) ist eine italienische Autorin, Lehrerin, Pädagogin und Literaturwissenschaftlerin.

## Leben
Alatri studierte Pädagogik.
Sie arbeitete als Montessori-Lehrerin und für Rai – Radiotelevisione Italiana.
Alatri kuratiert am Museum für Pädagogik, Didaktik, Schule und Erziehung Mauro Laeng, einer Einrichtung der Universität Rom III, Ausstellungen und Kataloge zur Bildungsgeschichte in Rom zwischen dem 19. und 20. Jahrhundert.
Alatri schreibt Bücher und Artikel über Personen, die sich für Gesundheit, Hygiene, Bildung und Rekultivierung der Umgebung von Rom engagiert haben.
So schrieb sie über Maria Montessori, Alessandro Marcucci, Sibilla Aleramo, Duilio Cambellotti, Giovanni Cena, Angelo Celli, Anna Celli-Fraentzel.

## Familie
Alatri ist die Tochter von Alfredo Pappalardo (1900–1985) und Laura Melloni (1902–1989).
Sie war verheiratet mit Andrea Alatri (1921–1972).
Aus der Ehe gingen vier Kinder, vier Enkel und zwei Urenkel hervor.
Die Familie ihres Ehemannes Andrea Alatri ist eine weitverzweigte römische jüdische Familie, die sich bis in das 18. Jahrhundert zurückverfolgen lässt.
Ihr entstammen mehrere bedeutende und einflussreiche Geschäftsleute, Politiker und Wissenschaftler, darunter der italienische Geschäftsmann, Patriot und Politiker Samuele Tranquillo Abramo Alatri (geboren 30. März 1805 in Rom; gestorben 20. Mai 1889 ebenda) und der italienische Historiker, Hochschullehrer und Politiker Paolo Alatri (geboren 27. Februar 1918 in Rom; gestorben 30. Oktober 1995 ebenda).

## Veröffentlichungen (Auswahl)
- Ebrei a Roma: asili infantili dall’unità alle leggi razziali, Roma: Fefè editore, 2020, ISBN 978-88-94947-30-4
- Ricette di grasso, di magro, per stomachi deboli. Donne chef che insegnavano agli uomini, Fefè, 2018, ISBN 978-88-94947-01-4
- Brodo di rose e sole. Ricette futuriste con divagazioni floreali, Fefè, 2016, ISBN 978-88-95988-73-3
- Istruzione e igiene: l’evoluzione delle condizioni di vita e di lavoro nella Campagna Romana tra la fine del XIX e gli inizi del XX secolo in Immagini di economia agraria dai fondi Maruffi tra passato e attualità, RomaTrE-Press, 2015, ISBN 978-88-97524-39-7 online als PDF
- Il mondo al femminile di Maria Montessori. Regine, dame e altre donne, 2015, ISBN 978-88-95988-62-7
- Cappelli & fornelli. Moda e ricette per le maestre d’inizio ’900 zusammen mit Francesca Gagliardo, Fefè, 2013, ISBN 978-88-95988-44-3
- Gli asili d’infanzia a Roma tra Otto e Novecento, Unicopli, 2013, ISBN 978-88-400-1636-8
- Una vita per educare, tra arte e socialità: Alessandro Marcucci (1876–1968), Unicopli, 2006, ISBN 978-88-400-1089-2
- Dal chinino all’alfabeto. Igiene, istruzione e bonifiche nella Campagna romana, Palombi Editori, 2000, ISBN 978-88-7621-967-2
- Anna Fraentzel Celli (1878–1958), in Parassitologia, 1998, Band 40, S. 377–421